# 兴城街道 (霍尔果斯市)
兴城街道是中华人民共和国新疆维吾尔自治区伊犁哈萨克自治州霍尔果斯市下辖的一个街道办事处。街道办事处位于莫乎尔牧场迎宾路57号。户籍人口共有4,474户、14,475人。

## 历史
原为霍城县的公私合营牧场，于1957年成立，1977年4月更名为胜利牧场，1980年更名为莫乎尔牧场，2000年与格干沟牧场并入。2018年12月14日，莫乎尔牧场改制为莫乎尔片区，下辖的8个自然村改为社区。2023年10月17日，伊犁哈萨克自治州人民政府批复同意莫乎尔片区改制为兴城街道；2023年11月16日，正式挂牌。

## 行政区划
兴城街道下辖8个社区：
和谐社区、赛克山屋依社区、卡拉巴克社区、喀拉奥依社区、开干社区、库鲁斯社区、格干社区、幸福社区。